# فیات ۵۲۱
فیات ۵۲۱ (Fiat 521) خودرویی است که در سال‌های ۱۹۲۸ تا ۱۹۳۱ تولید شده‌است.
طراحی آن خودروهای موتور جلو-محور عقب بوده وزن آن در حالت طبیعی ۱٬۳۵۰ کیلوگرم (۲٬۹۸۰ پوند) است.
موتور آن ۲۵۱۶ سی‌سی سیستم جعبه‌دندهٔ آن ۴ دنده به صورت دستی است.

## نگارخانه

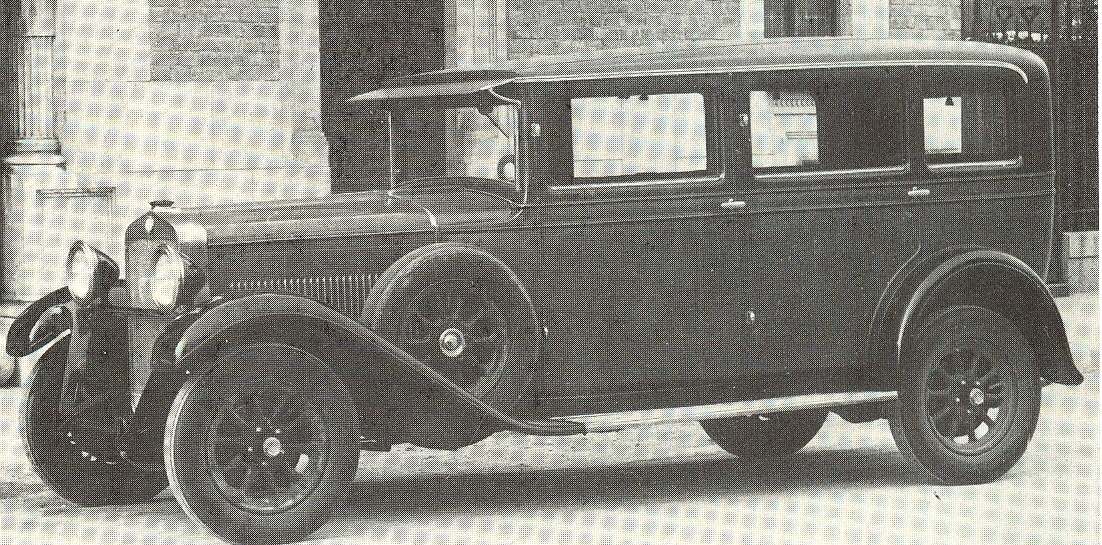